# Eduard Trips
Eduard Trips (Laken, 8 november 1921 - Brugge, 2 juli 1997) was een Belgisch leraar, journalist, volkskundige, historicus en organisator van carnavalsactiviteiten.

## Levensloop
Het gezin Trips verhuisde begin jaren twintig naar Eisden, omdat het gezinshoofd er werkleider werd op de bovengrond van de steenkoolmijn van Eisden. Eduard kreeg er dan ook een Limburgse opleiding en daar was het carnaval een onderdeel van.
Tijdens de Tweede Wereldoorlog behaalde hij het licentiaat klassieke filologie aan de Katholieke Universiteit Leuven. Na de oorlog volbracht hij zijn legerdienst en in 1950 werd hij leraar Grieks-Latijn aan het koninklijk atheneum Brugge, later leraar niet-confessionele zedenleer. Hij vervulde deze opdracht tot aan zijn pensionering in 1981.  

## Journalistiek
Vanaf de jaren zestig schreef Trips krantenartikelen, meer bepaald in het Brugsch Handelsblad. Hij schreef meestal onder de schuilnaam Anton Poorter en produceerde voornamelijk artikels over geschiedenis of volkskunde.

## Carnaval
Het carnaval was in Brugge voor het laatst actief geweest voor de Eerste Wereldoorlog en was nadien verboden gebleven. In 1956 hier het stadsbestuur dit verbod op en kon opnieuw carnaval worden gevierd. Eduard Trips diende zich aan als de specialist die de carnavalsvieringen weer in gang kon zetten.
Hij stichtte een 'Raad van Elf', deed een jaarlijkse 'Prins Carnaval' en 'Roosje van Brugge' verkiezen, stichtte een eerste carnavalsgroep onder de naam 'Toetrekkersgarde', organiseerde een 'Redoutebal' en een carnavalstoet, allerhande activiteiten werden hieraan toegevoegd. Brugge was niet echt een vruchtbaar terrein voor carnavalsactiviteiten, maar dit belette niet dat Trips gedurende meer dan veertig jaar het carnaval bleef aanmoedigen en aansturen.
Na zijn overlijden werd zijn uitgebreide verzameling van kostuums, mutsen en uitrustingen, van ordekentekens, sierborden en allerhande andere archieven aan het Brugse Volkskundemuseum geschonken.

## Publicaties
- De Bello Gallico, schooluitgave, 1954.
- Zeebrugge, een haven in de branding, samen met Elie Bilé, 1970.
- De moorden van Beernem, 1983.
- De geschiedenis van café Vlissinghe, 1986.
- De mijlpalen van de geschiedenis van het koninklijk atheneum te Brugge, 1987.
- Bolspel en bolmaatschappijen te Brugge
- Het atheneum van Brugge in de periode 1830-1950
- Het middelbaar onderwijs te Brugge in de Franse Tijd, in: Biekorf, 1990.
- Het middelbaar onderwijs te Brugge in de Hollandse Tijd, in: Biekorf, 1990.